# StormWarrior
Gli StormWarrior (dall'inglese Guerriero della tempesta) sono un gruppo musicale speed power metal ispirato a gruppi speed metal/power metal tedeschi anni ottanta, come Helloween e Running Wild.
Autodefiniscono il loro stile come "un barbarico heavy-speed metal con testi basati sulla cultura e mitologia nordica".

## Storia dei StormWarrior
Fondato dal cantante e chitarrista Lars Ramcke e dal batterista Andrè Schumann nel 1998 ad Amburgo.
L'album Heading Northe è uscito il 22 febbraio 2008, data del decimo anniversario della fondazione della band.

## Formazione

### Formazione attuale
- Lars "Thunder Axe" Ramcke - voce, chitarra
- Alex "Firebolt" Guth - chitarra
- Yenz Leonhardt - basso
- Falko "Doomrider" Reshöft - batteria

### Ex componenti
- Jussi "Black Sworde" Zimmermann - basso
- Tim "Hell Saviour" Zienert - basso
- Gabriel "Hammerlord" Palermo - basso
- Scott "Scythewielder" Bölter - chitarra
- André "Evil Steel" Schumann - batteria

## Discografia

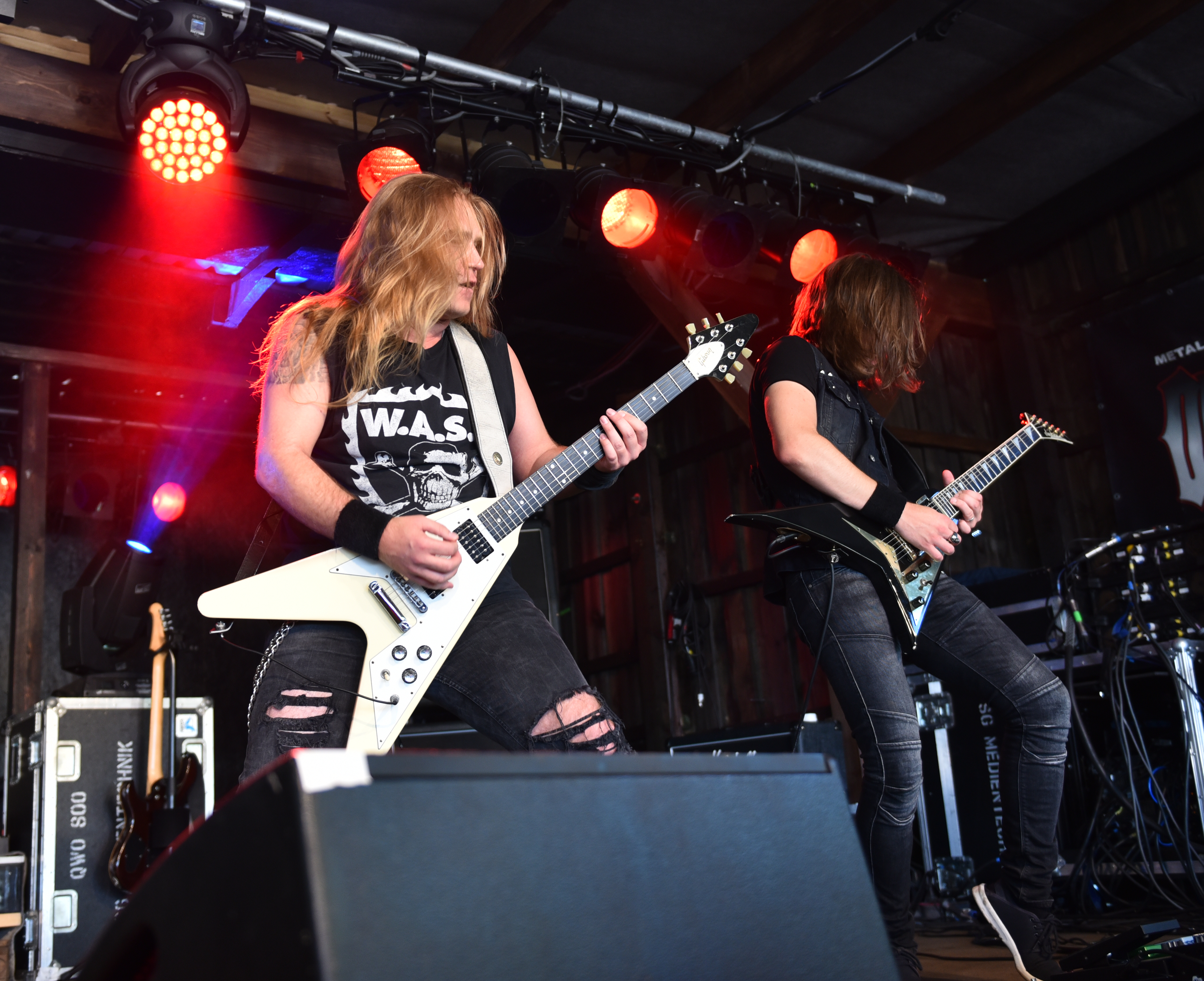
Lars Ramcke e Björn Daigger all'Headbangers Open Air 2017

### Album in studio
- 2002 - Stormwarrior
- 2004 - Northern Rage
- 2008 - Heading Northe
- 2011 - Heathen Warrior
- 2014 - Thunder & Steele
- 2019 - Norsemen

### Demo
- 1998 - Metal Victory
- 1999 - Barbaric Steel

### EP
- 2001 - Possessed by Metal
- 2002 - Spikes and Leather
- 2003 - Heavy Metal Fire
- 2004 - Odens Krigare

### Live
- 2006 - At Foreign Shores - Live in Japan

### Tributi
- 2005 - Eagleution: A Tribute to Saxon (Remedy Records) (Album tributo ai Saxon, con il brano Power and the Glory)

## Videografia

### Videoclip
- 2002 - Iron Prayers

### DVD
- 2009 - If It's Not in Your Bloode... You Will Never Unnderstande! - Live at W:O:A 2007 (In arrivo)